# Gobierno General de Bélgica
El Gobierno General Imperial Alemán de Bélgica (en alemán: Kaiserliches Deutsches Generalgouvernement Belgien) era un gobierno militar alemán y una de las tres administraciones de ocupación diferentes establecidas en la Bélgica ocupada por Alemania durante la Primera Guerra Mundial.

## Gobierno y administración

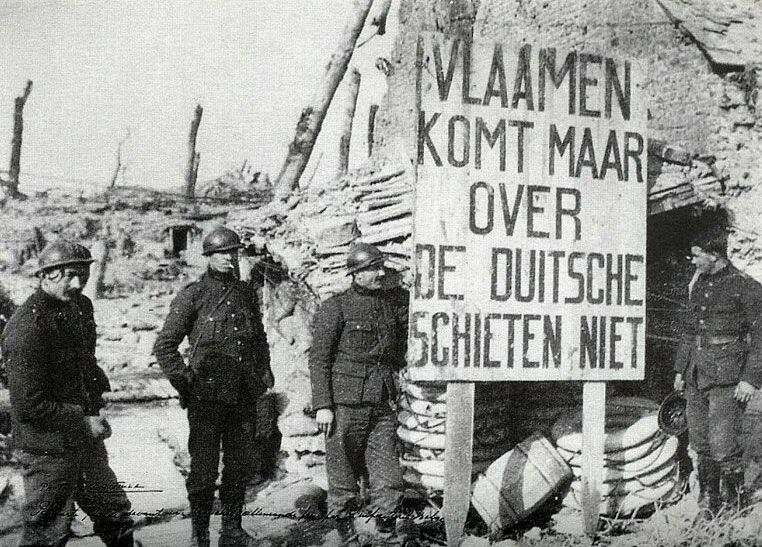
Imagen que rerpesenta paradigmáticamente la 'Flamenpolitik'.

La administración se estableció el 26 de agosto de 1914, cuando el mariscal de campo Colmar Freiherr von der Goltz fue nombrado gobernador militar de Bélgica. Fue sucedido por el general Moritz von Bissing el 27 de noviembre de 1914. 
Poco después del nombramiento de Bissing, el Alto Mando Alemán dividió a Bélgica en tres zonas administrativas distintas. La mayor de las zonas era el Gobierno General, que incluía la capital Bruselas y los alrededores. La segunda zona, bajo el control del Cuarto Ejército alemán, incluía las ciudades de Gante y Amberes y era conocida como Etappengebiet ("Área de concentración"). La tercera zona, bajo los auspicios de la Armada alemana, incluía todas las zonas costeras belgas bajo ocupación alemana y las áreas más cercanas a la línea del frente se llamaban Operationgebiet ("Área operativa"). 
La ocupación alemana trató de mantener el sistema administrativo belga de antes de la guerra lo más intacto posible y lo guio utilizando un pequeño grupo de oficiales y funcionarios alemanes con habilidades lingüísticas y administrativas adecuadas.
La ocupación llevó al límite las pocas restricciones que el derecho internacional impuso a una potencia ocupante. Una administración militar alemana de mano dura buscó regular cada detalle de la vida cotidiana, tanto a nivel personal con restricciones de viaje y castigo colectivo como a nivel económico, aprovechando la industria belga para la ventaja alemana y aplicando indemnizaciones masivas repetitivas sobre las provincias belgas. Una de las medidas de la administración alemana fue cambiar Bélgica del tiempo medio de Greenwich al tiempo de Europa Central. Antes de la guerra, Bélgica era la sexta economía más grande del mundo; pero los alemanes destruyeron la economía belga tan completamente desmantelando industrias y transportando el equipo y la maquinaria a Alemania que nunca recuperó su nivel anterior a la guerra. Más de 100.000 trabajadores belgas fueron deportados por la fuerza a Alemania para trabajar en la industria de la guerra y al norte de Francia para construir carreteras y otras instalaciones militares en beneficio de los militares alemanes.
El Alto Mando Alemán esperaba explotar la tensión étnica entre los flamencos y los valones, e imaginó un protectorado alemán de posguerra en Flandes, mientras que Valonia se utilizaría para materiales industriales y mano de obra junto con gran parte del noreste de Francia.
En abril de 1917, Von Bissing murió y fue sucedido por Ludwig von Falkenhausen.